# Die drei dummen Teufel
Die drei dummen Teufel ist ein Märchen (AaTh 1164). Es steht in Ludwig Bechsteins Deutsches Märchenbuch an Stelle 71 (1845 Nr. 81).

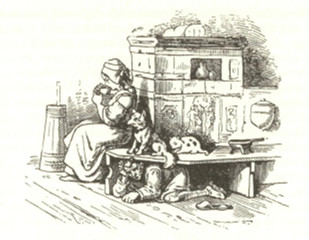
Holzschnitt, Ludwig Richter

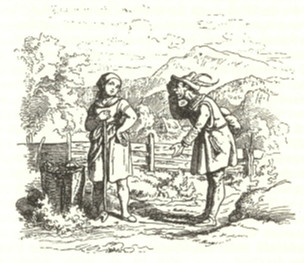
Holzschnitt, Ludwig Richter

## Inhalt

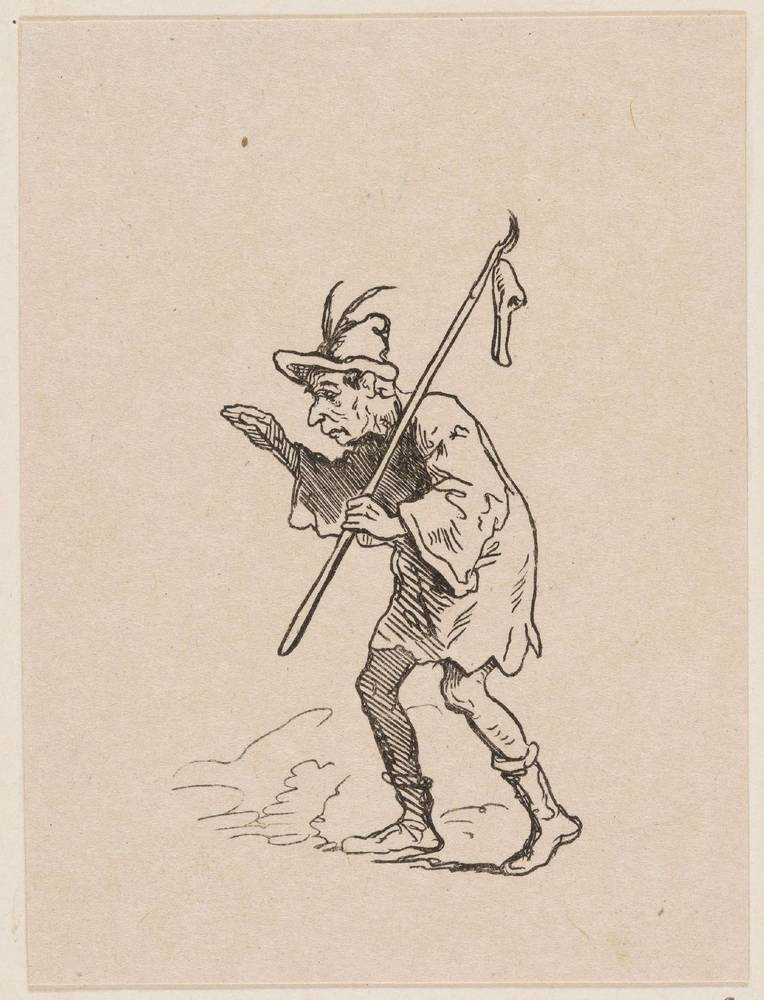
Holzschnitt, Ludwig Richter

In der Hölle sind keine Frauen. Ein junger Teufel, dann ein älterer machen sich auf, eine zu holen. Der eine gerät an eine junge, habsüchtige, der andere eine alte, geizige. Zurück in der Hölle, lacht man sie aus. Dem dritten ergeht es ähnlich mit einer alten Witwe. Er schließt einen Pakt mit einem Köhler. Der Teufel fährt jeweils in eine der drei Königstöchter, der Köhler treibt ihn aus und wird reich. Beim dritten Mal aber würde der Teufel ihm dafür den Hals brechen, außer er zeigt ihm eine schöne gute Frau. So macht der Köhler die dritte Austreibung vor lauter Jungfrauen, der Teufel ist machtlos und geht.

## Herkunft
Bechstein notiert „Mündlich im Werratale“, die Quelle ist unbekannt, die spätere Auflage von Bechstein neu überarbeitet. Vgl. Grimms Der Gevatter Tod, Bruder Lustig, im Schlusssatz baut Bechstein noch eine Anspielung auf Der Teufel und seine Großmutter ein.
Siehe auch die symbolische Bedeutung der Zahl Drei in den Märchen.